# Dalurband
Dalurband é uma vila no distrito de Barddhaman, no estado indiano de Bengala Ocidental.

## Demografia
Segundo o censo de 2001, Dalurband tinha uma população de 14 978 habitantes. Os indivíduos do sexo masculino constituem 56% da população e os do sexo feminino 44%. Dalurband tem uma taxa de literacia de 59%, inferior à média nacional de 59,5%: a literacia no sexo masculino é de 68% e no sexo feminino é de 47%. Em Dalurband, 13% da população está abaixo dos 6 anos de idade.